# The Indian Wars
The Indian Wars è un film muto del 1914 diretto da Vernon Day e Theodore Wharton.
Nel film appaiono Buffalo Bill e Alce Nero.

## Produzione
Il film fu prodotto dalla Essanay Film Manufacturing Company e dalla Col. Wm. F. Cody Historical Picture Co.

## Distribuzione
Distribuito dalla General Film Company, il film uscì nelle sale cinematografiche USA nell'agosto 1914. Vennero usati anche dei titoli alternativi quali Buffalo Bill's Indian Wars, From the Warpath to the Peace Pipe, Indian War Pictures, The Indian Wars Refaught, The Last Indian Battles e The Wars for Civilization in America. Quando il film venne riedito, gli fu dato il titolo The Adventures of Buffalo Bill. L'occasione per la riedizione fu la morte di Buffalo Bill avvenuta nel gennaio 1917. Il film viene considerato presumibilmente perduto.